# بضع ساعات في يوم ما
روايه بضع ساعات في يوم ما للكاتب محمد صادق، رواية تتجاوز حدود
المكان، وترفض التقيد بالزمن، من خلال مجموعة من الأحداث المتسارعة في يوم واحد، قد يعكس جميع المشاعر التي تنتاب الإنسان، وشخصيات قد تأخذك إلى عوالمها الخاصة، لكنها تظل مقيدة بما يمليه السرد والحقيقة وتدور أحداث الرواية كاملة في تسع ساعات